# 1734
Cette page concerne l'année 1734  du calendrier grégorien.
L'année 1734 est une année commune qui commence un vendredi.

## Événements
- 8 janvier : des luthériens Salzbourgeois chassés en 1731 se rendent en Géorgie[1].

- 10 avril : incendie de la ville de Montréal, Québec. Une esclave noire, Marie-Josèphe-Angélique, est accusée et exécutée le 21 juin[2].

- Mai-juin[3], Antilles : suicide collectif d’un groupe de marrons (esclaves noirs en fuite) de l’île danoise de Saint-Jean, cernés par les troupes françaises[4].

- Expédition chinoise contre les Dzoungars en Mongolie. Les Mandchous reprennent Kobdo, s’emparent d’Uliastay, dans les Khangaï, et avancent jusqu’à l’Irtych noir (1733-1734)[5].

- Japon : le shogun Yoshimune Tokugawa fait acclimater par le savant Aoki Kon'yō (1698-1769), directeur des archives officielles, la patate douce, originaire des Ryūkyū, dans les îles principales[6].
- Indonésie : la Compagnie néerlandaise des Indes orientales accorde une forte subvention au prince de Mataram pour qu’il développe la culture du poivrier. En contrepartie, il doit faire arracher dans les six mois tous les caféiers de son État[7]. La spécialisation des cultures imposée par les Néerlandais entraîne la dépendance des populations qui doivent se procurer les denrées alimentaires par l'intermédiaire de la compagnie.
- Tremblement de terre au Cap en Haïti[8].

### Europe
- 17 janvier : mort de l'hetman Daniel Apostol[9]. Contrôle de l’Ukraine par la Russie. Suppression de la charge d’Hetman élu de Petite-Russie, remplacé par une commission provisoire.

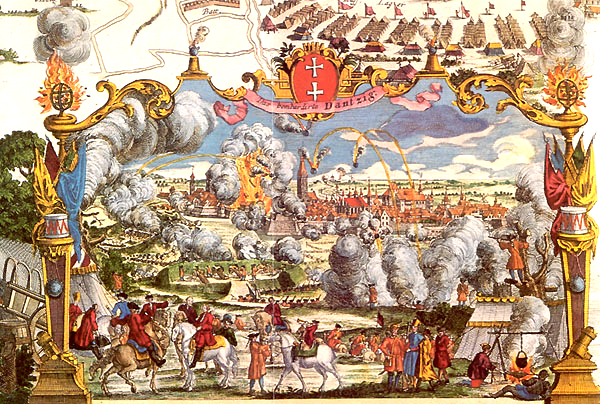
22 février-9 juillet : poursuite de la Guerre de Succession de Pologne ; siège et prise de Danzig

- 20 février : début du siège de Dantzig par les troupes russes[10].

- 1er avril : Charles VI, allié à la Russie et à la Saxe, déclare la guerre à la France[11].

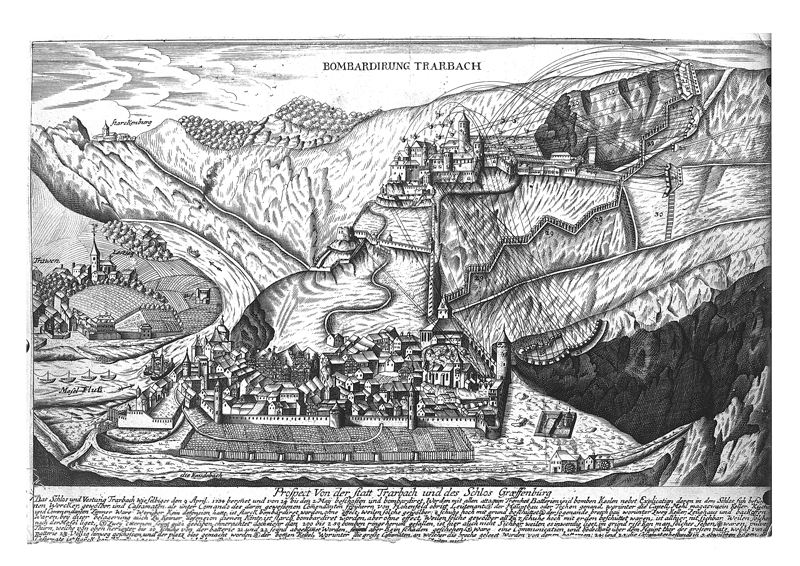
10 avril–2 mai : siège de Trarbach.

- 2 avril : Philippe V d'Espagne cède ses droits sur le royaume des Deux-Siciles à son fils Don Carlos[12].
- 22 avril-6 juin : élections générales au Royaume-Uni[13]. William Pitt est l’élu de Old Sarum aux Communes (2 députés pour 5 maisons). Ils s’impose vite comme le chef des « patriotes » du parti Whig.

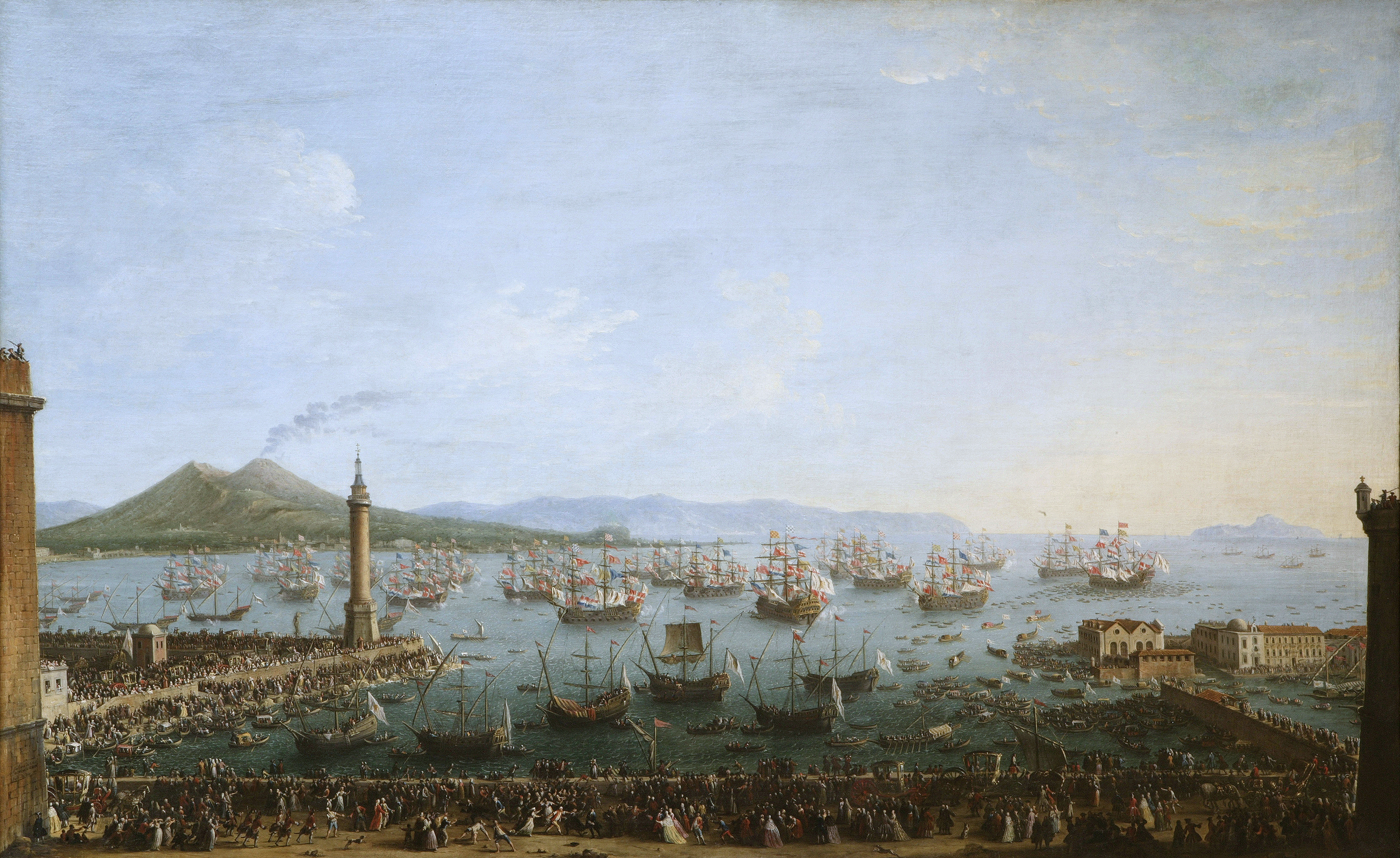
10 mai : entrée de Don Carlos dans Naples

- 10 mai : entrée de Don Carlos dans Naples[14].

- 25 mai : victoire espagnole sur l'Autriche à la bataille de Bitonto, dans le Sud de l'Italie[15]. Don Carlos de Bourbon-Anjou (1716-1788) s’empare du royaume des Deux-Siciles.
- 27 mai : le comte de Plélo est tué lors d'une tentative française de lever le siège de siège de Dantzig[10].

- 12 juin : Berwick a la tête emportée par un boulet de canon au siège de Philippsburg[14].
- 17 juin : mort de Claude Louis Hector, duc de Villars, Maréchal de France après une campagne victorieuse en Lombardie (Guerre de Succession de Pologne)[14].
- 28 juin : capitulation de Dantzig[16]. Le roi de Pologne Stanislas Leszczynski, chassé du trône par les armées saxonnes appuyées par les Russes, réfugié à Dantzig, se rend en Prusse. La Pologne est placée sous autorité austro-russe.
- 29 juin: victoire franco-sarde sur l'Autriche à la bataille de San Pietro, à proximité de Parme (Guerre de Succession de Pologne)[16].

- 9 juillet : reddition de Danzig[17].
- 18 juillet : les Français s'emparent de Philippsburg[11]. La France occupe la Lorraine, Kehl et Philippsburg.
- 6 août : prise de Gaète par les Espagnols[18].
- 30 août : le duc de Montemar entre dans Palerme[18]. Les autres villes de Sicile sont conquises par les Espagnols. Messine, Syracuse et Trapani résistent jusqu'en 1735.
- 19 septembre: bataille de Guastalla qui oppose les Français et Piémontais aux Autrichiens. Victoire de Charles-Emmanuel III de Savoie prend Novare aux Autrichiens (Guerre de Succession de Pologne)[16].
- 21 septembre : Don Carlos prend le titre de roi des Deux-Siciles et de Jérusalem[19].

- 14 octobre : fondation de l'Université de Göttingen[20].
- 3 novembre : prise de Milan par les Franco-Sardes. Charles-Emmanuel III se proclame duc de Milan[21].

- 2 décembre : traité de commerce entre la Russie et la Grande-Bretagne[22].
- 24 décembre : incendie de l’Alcázar de Madrid pendant la nuit de Noël[23].

- En Suède, le parti des Chapeaux, une faction belliqueuse favorable à la France, hostile à la Russie, prend le contrôle de la Commission[24]. Il entraine le pays dans une nouvelle politique aventureuse.

## Naissances en 1734
- 1er janvier : Charles-Nicolas Dodin, peintre sur porcelaine français († 1803).
- 19 janvier : Joseph Adam Lorentz, médecin militaire français († 1801).

- 8 février : François-Paul Barletti de Saint-Paul, pédagogue et grammairien français († 13 octobre 1809).
- 12 février : Innocenzo Ansaldi, poète, écrivain, historien de l’art et peintre italien († 16 février 1816).
- 13 février : Yves Joseph de Kerguelen de Trémarec, navigateur français découvreur des mers australes († 3 mars 1797).
- 5 mars : Louise-Julie-Constance de Brionne, seule femme ayant porté le titre de grand écuyer de France († 20 mars 1815).
- 9 mars :
  - Francisco Bayeu, peintre espagnol († 4 août 1795).
  - Marie-Suzanne Roslin, peintre française († 31 août 1772).

- 1er avril : Scipione Borghese, cardinal italien († 25 décembre 1782).
- 17 avril : Taksin, futur roi de Thaïlande († 6 avril 1782).
- 19 avril : Karl von Ordonez, compositeur et violoniste autrichien († 6 septembre 1786).

- 2 mai : Francis Annesley, homme politique anglais († 17 avril 1812).
- 14 mai : Juan de la Cruz Cano y Olmedilla, cartographe, illustrateur et graveur espagnol († 1790).
- 26 mai : Olivier Le May, peintre et graveur français († 1797).

- 20 juillet : Jean-Henri Naderman, harpiste, luthier et compositeur d'origine suisse († 4 février 1799).

- 10 août : Naungdawgyi, second roi de la dynastie Konbaung de Birmanie († 28 novembre 1763).
- 12 août : Jean-Gabriel Cerré, marchand canadien († 4 avril 1805).
- 31 août : Gaetano Gandolfi, peintre rococo Italien de l'école bolonaise († 2 juin 1802).

- 3 septembre : Joseph Wright of Derby, peintre britannique († 29 août 1797).
- 14 septembre : Henry d'Arles, peintre français († 14 décembre 1784).
- 17 septembre : Jean-Baptiste Le Prince, peintre et graveur français († 30 septembre 1781).
- 25 septembre : Louis René Édouard de Rohan, cardinal français, évêque de Strasbourg († 17 février 1803).
- 26 septembre : Pierre-Louis Helin, architecte français († 23 mai 1791).

- 10 octobre : Maria Teresa Cucchiari, religieuse italienne, éducatrice, servante de Dieu.

- 30 novembre : José Candido Esposito, matador espagnol († 23 juin 1771).

- 22 décembre : Tommaso Conca, peintre italien († 13 décembre 1822).
- 26 décembre : George Romney, peintre anglais († 15 novembre 1802).

## Décès en 1734 Mariana officiel
- 26 janvier : Alexander Hermann von Wartensleben, général prussien (° 16 décembre 1650).

- 10 février : Jean Raoux, peintre français (° 10 juin 1677).
- 17 février : Carl Gustav Klingstedt, peintre suédois (° 26 février 1657)
- 18 février : Franz Woken, historien prussien (° 1685)

- 14 mai :
  - Georg Ernst Stahl, chimiste et médecin allemand (° 22 octobre 1659).
  - Richard Cantillon, économiste irlandais (° vers 1680).
- 15 mai : Sebastiano Ricci, peintre baroque italien (° 1er août 1659).
- 27 mai : Claude III Audran, ornemaniste français[25] (° 25 août 1658).

- 14 juin : Francis Gwyn, homme politique britannique (° 1648).

- 14 novembre : Louise Renée de Penancoët de Keroual, duchesse de Portsmouth et d'Aubigny (° septembre 1649).

- 5 décembre : Joseph Vivien, peintre portraitiste français (° 1657).
- 14 décembre : Noël Nicolas Coypel, peintre français (° 17 novembre 1690).

- Date précise inconnue :
  - Pietro Capelli, peintre italien  de l'école napolitaine (° ?).
  - Gao Qipei, peintre de portraits, animaux, paysages et dessinateur chinois (° 1660).
  - Andrea Procaccini, peintre baroque italien (° 14 janvier 1671).
  - Dietrich Andre, peintre suédois (° 1680).